# Mesochorus montis
Mesochorus montis là một loài tò vò trong họ Ichneumonidae.